# Nueil-sur-Layon
Nueil-sur-Layon là một xã thuộc tỉnh Maine-et-Loire trong vùng Pays de la Loire phía tây nước Pháp. Xã này nằm ở khu vực có độ cao trung bình 90 mét trên mực nước biển.
Thị trấn nằm ở tả ngạn sông Layon, sông chảy theo hướng đông bắc qua phía nam thị trấn.